# Маркантоніо Брагадін (адмірал)
Маркантоніо Брагадін (італ. Marcantonio Bragadin, 6 жовтня 1906, Рим - 11 червня 1986, Рим) - італійський адмірал, письменник та сценарист. Автор книг та сценаріїв фільмів на історичну тематику.
Прямий нащадок відомого військового та політичного діяча Венеціанської республіки XVI століття Маркантоніо Брагадіна.

## Біографія
Маркантоніо Брагадін народився 6 жовтня 1906 року в Римі. У 1921 році вступив до військово-морської академії в Ліворно, яку закінчив у 1925 році у  званні гардемарина. Ніс службу на борту низки надводних кораблів, зокрема лінкорів «Андреа Доріа», «Кайо Дуіліо» та «Джуліо Чезаре», крейсера «Пола», на есмінцях «Джузеппе Ла Фаріна», «Агостіно Бертані» та крейсері-скауті «Куарто».
Протягом 1928-1929 років у званні молодшого лейтенанта, пройшов додаткове навчання у Військово-морській академії. У 1931 році перейшов на службу в торговий флот.
З початком італо-ефіопської війни 1935-1936 років тимчасово був викликаний на військову службу і призначений у протиповітряну оборону острова Маддалена. У 1937 році отримав звання лейтенанта.
Зі вступом Італії у Другу світову війну 10 травня 1940 року знову був призваний на військову службу і призначений в 13-ий дивізіон 1-ї флотилії МАС. Потім нетривалий час ніс службу у Міністерстві військово-морських сил, а з квітня 1941 року командував 14-им дивізіоном 1-ї флотилії МАС. Дивізіон діяв в Егейському морі і брав участь у захопленні військово-морської бали у місті Суда на Криті. За проявлену мужність був нагороджений Хрестом «За військову доблесть».
Отримавши звання капітана III рангу, з листопада 1941 року по серпень 1943 року ніс службу у Римі в інформаційному департаменті генерального штабу флоту (Супермарина). Після капітуляції Італії 8 серпня 1943 року брав участь у Русі Опору на півночі Італії.
З серпня 1945 року Маркантоніо Брагадін був звільнений від тимчасового призову на дійсну службу і в 1957 році отримав звання капітана II рангу. У 1961 році переведений в запас, у 1971 році вийшов у відставку. У 1982 році отримав звання капітана I рангу.
Помер 11 червня 1986 року у Римі.

## Твори
Після закінчення війни Маркантоніо Брагадін зайнявся морською історією, написав низку книг на історичну тематику.
- Marcantonio Bragadin, La marina italiana nella seconda guerra mondiale (1940-43). di Bragadin Marc'Antonio., 1950, Lega Navale S.d.
- M.A. Bragadin, La marina italiana 1940-1945 - Segreti bellici e scelte operative, Bologna, Odoya, 2011, EAN 9788862881104 pagg. 435
- Marcantonio Bragadin, Storia delle repubbliche marinare, Odoya, Bologna, pagg. 320, EAN 9788862880824
- Marc'Antonio  Bragadin, Che ha fatto la Marina? 1940-45. Garzanti, Milano, 1949, prima edizione, pp=611, con illustrazioni, foto in b/n, cartine e schede
- Marcantonio Bragadin, Il dramma della marina italiana 1940-1945. Milano: Oscar Mondadori, 1982
- Marcantonio Bragadin, SIM, SIS e SIA – Operazione Rigoletto – Da Roma a Mosca. “Storia Illustrata”, numero speciale – Lo spionaggio nella Seconda Guerra Mondiale – vol. XXIII, n. 144, Novembre 1969, pp. 28–38;

## Фільмографія
Маркантоніо Брагадін був сценаристом, консультантом та помічником режисера низки військових фільмів: 
- I sette dell'Orsa maggiore, (1953, режисер Дуіліо Колетті) - фільм присвячений спеціальній операції італійських бойових плавців під керівництвом Луїджі Дюрана де ла Пенне по знищенню британських  лінійних кораблів]на рейді єгипетського морського порту Александрії.
- Divisione Folgore,  (1954, режисер Дуіліо Колетті) - фільм присвячений Другій битві за Ель-Аламейн.
- Siluri umani, (1953, режисер Антоніо Леонвіола) - фільм присвячений спеціальній операції італійських бойових плавців на кораблі та судна союзників на в бухті Суда грецького острова Крит.
- La grande speranza, (1954, режисер Дуіліо Колетті) - фільм присвячений одному з походів італійського підводного човна «Команданте Каппеліні» у 1940 році[1].
- Il prezzo della gloria, (1956, режисер Антоніо Музу)
- L'avventuriero, (1967, режисер Теренс Янг)[2]

## Нагороди
- Хрест «За військову доблесть»
- Хрест «За військові заслуги»